# کد مرگبار
کد مرگبار (به انگلیسی: Deadly Code) یا آموزش سیبری (به انگلیسی: Siberian Education) فیلمی محصول سال ۲۰۱۳ و به کارگردانی گابریله سالواتورس است. در این فیلم بازیگرانی همچون جان مالکوویچ، آرناس فداراویچیوس، پیتر استورماره و النور تاملینسون ایفای نقش کرده‌اند.